# اسوراها

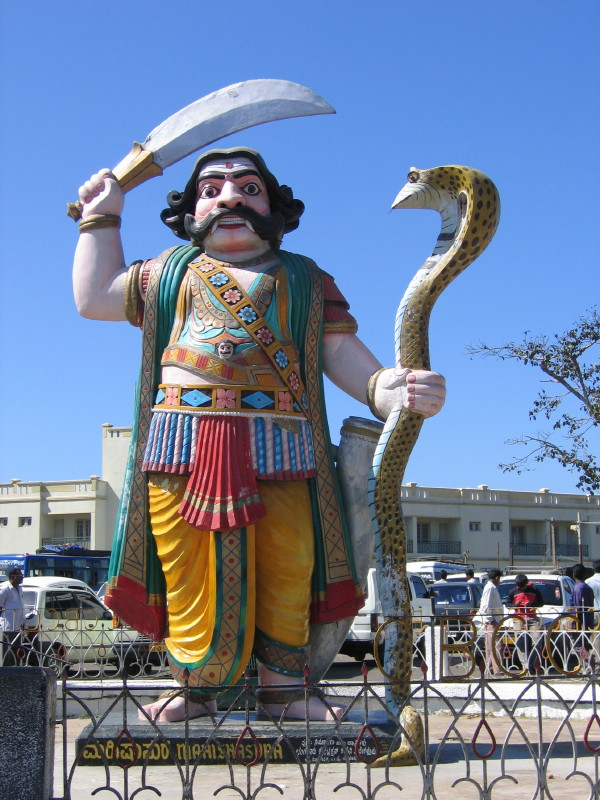
مجسمه‌ای از مهیش اسورا شاه اسوراها در نزدیکی شهر میسور در هند.

اَسوراها (به سانسکریت: असुर) در هندویسم نام گروهی از خدایان است. آنها قدرت طلب مادی و گناهکار در نظر گرفته می‌شوند. آنها مخالف و مقابل گروه دیوها قرار داشتند و در عین حال هر دوی آنها فرزند کاشیاپ (به سانسکریت:  कश्यप kaśyap) بودند. در اوایل دین ودائی این هر دو گروه خدایان به طور مداوم باهم در حال رقابت بودند. در فرهنگ انگلیسی آکسفورد هم ریشه بودن اَسورا با اهورای دین مزدیسنا به رسمیت شناخته شده‌است.
در طول زمان پندار شخصیت منفی از اسوراها در ریگ‌ودا تکامل یافته‌است. در متن‌های نخستین ریگ‌ودا ریاست پدیده‌های اخلاقی و اجتماعی به اسوراها نسبت داده شده‌است. به‌طور مثال در متون اولیه وارونا خدای آسمان و آریامن حامی ازدواج است. دیوها ریاست پدیده‌های طبیعی را برعهده دارند و ایندرا رهبری دیوها را عهده‌دار است اما با گذشت زمان در متون مذهبی هندوها جنبه‌های منفی اسوراها توسعه داده شده و از آنها شخصیتی منفور ساختند.

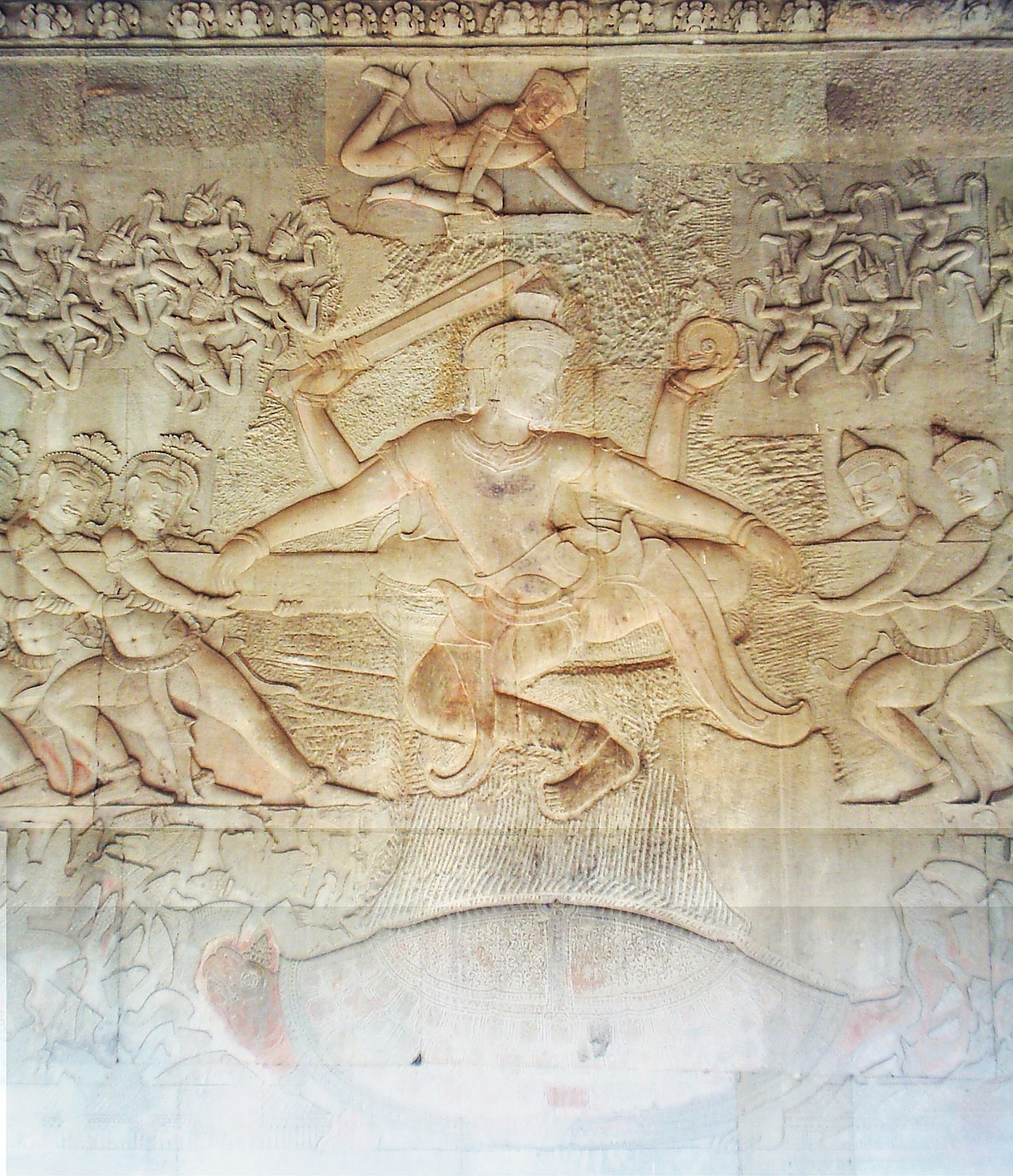
نقش برجسته‌ای در کامبوج که ویشنو در مرکز و دو گروه اسوراها و دیوها در دو سوی او نشان داده شده‌اند.